# Julie Van Gysel
Pour les articles homonymes, voir Gysel.
Julie Van Gysel est une joueuse de football belge née le 15 septembre 1993.

## Palmarès
- Vainqueur de la Coupe de Belgique en 2013 avec le RSC Anderlecht